# Seth Saarinen
Seth Saarinen né le 5 mai 2001 à Helsinki en Finlande, est un footballeur finlandais. Il évolue au poste d'arrière droit au KuPS Kuopio.

## Biographie

### En club
Né à Helsinki en Finlande, Seth Saarinen est notamment formé par le club local du HJK Helsinki. Il fait ses débuts en professionnel avec l'équipe réserve du club, le Klubi-04 lors d'un match de championnat le 2 juin 2018 contre l'AC Kajaani (en). Il entre en jeu et son équipe est battue par cinq buts à un.
En janvier 2020, Seth Saarinen rejoint le FC Haka. Le transfert est officialisé dès le 11 décembre 2019.
Il joue son premier match en première division finlandaise le 8 juillet 2020 face à son club formateur, le HJK Helsinki. Il entre en jeu et son équipe est battue par trois buts à un.
En janvier 2023, Seth Saarinen rejoint le KuPS Kuopio.
Il est sacré Champion de Finlande en 2024, participant ainsi au septième titre de l'histoire du club,.

### En sélection
Seth Saarinen joue avec l'équipe de Finlande des moins de 18 ans, faisant au total deux apparitions en 2019.

## Palmarès
KuPS Kuopio
- Champion de Finlande (1) :
  - Champion : 2024.